# SN 2000ft
SN 2000ft – supernowa odkryta 27 października 2000 roku w galaktyce NGC 7469. Jej jasność pozostaje nieznana.